# NGC 6898
NGC 6898 é uma galáxia espiral (Sa) localizada na direcção da constelação de Capricornus. Possui uma declinação de -12° 21' 32" e uma ascensão recta de 20 horas, 21 minutos e 08,0 segundos.
A galáxia NGC 6898 foi descoberta em 28 de Junho de 1863 por Albert Marth.